# (847) Agnia
Pour les articles homonymes, voir Agnia.
(847) Agnia est un astéroïde de la ceinture principale découvert le 2 septembre 1915 par l'astronome russe Grigoriy Neujmin.
Sa désignation provisoire était 1915 XX.